# Ann Arensberg
Ann Arensberg, nota anche come Ann Eveleth (Pittsburgh, 21 febbraio 1937 – Sharon, 14 gennaio 2022), è stata una scrittrice statunitense.

## Biografia
Nata a Pittsburgh il 21 febbraio 1937 da Walter Arensberg e Mariada (Comer) Arensberg, visse a L'Avana dal 1946 al 1959 e studiò al Radcliffe College e all'Università di Harvard.
Dopo aver lavorato per le case editrici Viking Press e Dutton, iniziò a scrivere racconti, ottenendo quindi una segnalazione al premio O. Henry nel 1975 con Art History.
Nel 1980 pubblicò il suo romanzo d'esordio, Sister Wolf, vincendo l'anno successivo il National Book Award per la narrativa nella categoria "Opera prima".
In seguito diede alle stampe altri due romanzi, Group Sex nel 1986 e Incubus nel 1999.
È morta a Sharon, nel Connecticut il 14 gennaio 2022 all'età di 84 anni per le complicanze del COVID-19.

## Opere

### Romanzi
- Sister Wolf (1980)
- Group Sex (1986)
- Incubus (1999)

## Premi e riconoscimenti
National Book Award per la narrativa
- 1981 vincitrice nella categoria "Opera prima" con Sister Wolf